# Kaikeyi

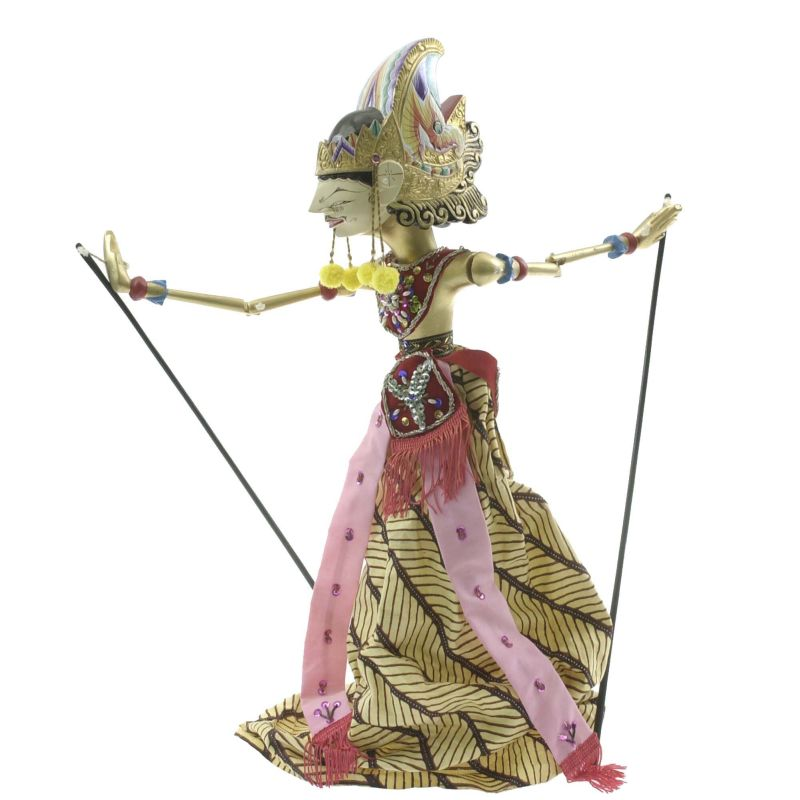
Kaikeyi

Kaikeyi (sânscrito: कैकेयी, kaikeyī), no épico hindu Ramayana, era a mais jovem das três esposas de Dasaratha e uma rainha de Ayodhya. Ela era a mãe de Bharata.
Uma vez, durante uma guerra, a roda da carroça de Dasaratha quebrou. Nesse momento de aflição, Kaikeyi, que estava com ele nessa hora, salvou-o e consertou a carroça. Tocado por esse serviço, Dasaratha ofereceu-lhe dois benefícios. Contudo, Kaikeyi escolheu pedi-los mais tarde.
Talvez por ser a mais jovem das três, ela estava um tanto insegura, temendo que o rei não a amasse tanto quanto amava as outras rainhas. A empregada de Kaikeyi, Manthara, queria avançar o seu próprio status na corte tendo Bharata coroado, o que faria de Kaikeyi a rainha mãe. Manthara, portanto, teria um apoio poderoso para qualquer plano que a chamasse a atenção. Para esse fim, ela convenceu Kaikeyi a ordenar que o príncipe herdeiro, Rama, fosse banido.
Com essa intenção em mente, Kaikeyi pediu a Dasaratha os dois benefícios. Um, ter Rama exilado para uma floresta por 14 anos, e dois, ter o seu próprio filho, Bharata, como príncipe herdeiro. 
Kaikeyi se arrependeu das suas ações quando Dasaratha morreu de tristeza. Ela se culpou pela sua morte. Bharata também a culpou; ele é dito de nunca ter a chamado de "mãe" novamente. Manthara foi eventualmente perdoada por Rama. 
No entanto, há um erro muito comum sobre a imagem de vilã de Kaikeyi no Ramayana. Se estudar o verdadeiro Ramayana escrito por Valmiki-ji, há uma lenda que mostra que Kaikeyi era realmente uma ótima senhora.
Uma vez, Rama abordou Kaikeyi para uma discussão. Ele a confrontou dizendo que era, na verdade, o avatar do deus Vishnu na terra, e a hora certa havia chegado para ele deixar Ayodhya e ir para Lanka para lutar contra o imperador dos Asuras, o grande mahapandit Ravana. Kaikeyi ficou impressionada ao ouvir isso. Rama então a disse o motivo pelo qual ele estava contando isso. Ele a disse que precisava que alguma coisa acontecesse para que ele, junto com o seu irmão Lakshmana e esposa Sita, fosse forçado a sair de Ayodhya por 14 anos e ir em exílio para Vanvaasa (floresta). Ele, então, pediu à sua mãe Kaikeyi o maior de todos os sacrifícios, que era tomar a responsabilidade por ser a causa por trás da saída de Rama para Ayodhya. Ele até alertou à mãe Kaikeyi previamente de que o seu nome iria absolutamente e indubitavelmente se tornar um símbolo de vergonha e desgraça para as gerações futuras, e até os historiadores escreveriam o seu nome nos livros de História como um espírito do mal que não tinha amor pelo seu filho.
Kaikeyi era uma mulher corajosa, forte e muito sábia. Vendo que o próprio deus Vishnu estava lhe pedindo um favor durante o processo do seu Avataar na terra, ela não poderia ter se sentido mais feliz com melhores desejos do próprio Senhor. Esse sacrifício, de ter sido escrita como uma mulher má e malevolente e um ídolo da maternidade vergonhosa, pareceu tão pequeno como um sacrifício para ela quando o seu próprio deus estava lhe pedindo um favor. Deus não somente lhe garantiria mosha, mas, eventualmente, lhe daria um lugar no baikuntha, que é a própria floresta do deus. Ela entendeu que, para o bem estar da sociedade e das massas, ela tinha que sacrificar a sua identidade, pois não se consegue tal oportunidade, em toda a vida, de se tornar o mais favorito e amado do Senhor. 
Então, Kaikeyi fez tudo o que podia para ter certeza de que Rama sairia de Ayodhya por 14 anos e achou que a sua decisão fosse um benefício para a sociedade, pois deu-nos o épico Ramayana, mesmo que ela tenha sido considerada uma pessoa má pelos historiadores.